# Hashem el-Tarif
Hashem el-Tarif o Gebel Khashm el Tarif es una montaña situada en el noreste del país africano de Egipto, específicamente en el Sinaí, cerca de la frontera con el moderno estado de Israel.
Hashem el-Tarif es uno de los varios lugares propuestos según diversas teorías como el bíblico Monte Sinaí. Sin embargo otras fuentes cuestionan esa posibilidad.